# Port morski Mrzeżyno
Port morski Mrzeżyno – port morski nad Morzem Bałtyckim, u ujścia rzeki Regi, w woj. zachodniopomorskim, w gminie Trzebiatów. Stanowi marinę dla 40 jachtów, małą bazę rybołówstwa morskiego z basenem remontowym z warsztatem.
Port w Mrzeżynie pełni funkcję morskiego przejścia granicznego, które obejmuje ruch towarowy statkami rybackimi o polskiej przynależności. Odprawę graniczną i celną przeprowadza Placówka Straży Granicznej w Świnoujściu.
Kutry miejscowych rybaków pływają z sygnaturą MRZ na burcie.

## Położenie
Port morski Mrzeżyno jest położony południowym wybrzeżu Morza Bałtyckiego, u ujścia rzeki Regi do Zatokiej Pomorskiej. Znajduje się na Wybrzeżu Trzebiatowskim – mezoregionie Pobrzeża Szczecińskiego. Usytuowany jest 18 km (10 mil morskich) od Kołobrzegu, ≈39 km (21 NM) od Dziwnowa, ≈7 km (3,7 NM) od Dźwirzyna. Mrzeżyno znajduje się pomiędzy latarnią morską w Niechorzu, a latarnią w Kołobrzegu – port posiada stawy nawigacyjne na główkach wejściowych falochronów.
Granice portu określa rozporządzenie Ministra Transportu i Gospodarki Morskiej z 2001 roku.
Granica na rzece Rega między śródlądowymi wodami powierzchniowymi a wodami morskimi wyznacza linia biegnąca wzdłuż północnej krawędzi mostu drogowego w Mrzeżynie.
Powierzchnia obszaru lądowego portu wynosi 11,7533 ha, które należą do gminy Trzebiatów i Skarbu Państwa.
Akwatorium znajdujące się w granicach administracyjnych portu ma powierzchnię 6,55 ha.
W promieniu 500 m w kierunku morza z głowicy wschodniego falochronu wejścia portowego został ustanowiony stały obwód ochronny dla rybołówstwa morskiego.

## Warunki nawigacyjne
Prądy przybrzeżne płyną na północny wschód lub północny zachód, co jest uzależnione od kierunku wiatru. Od jego siły i czasu utrzymywania się z jednego kierunku zależy także prędkość prądu, który może dochodzić do 3 węzłów. W porcie występuje prąd spływający o zmiennej prędkości od 0,5 do 1 węzła (ekstremalnie do 3 węzłów po długotrwałych deszczach i silnych wiatrach odlądowych).
Zasady ruchu statków:

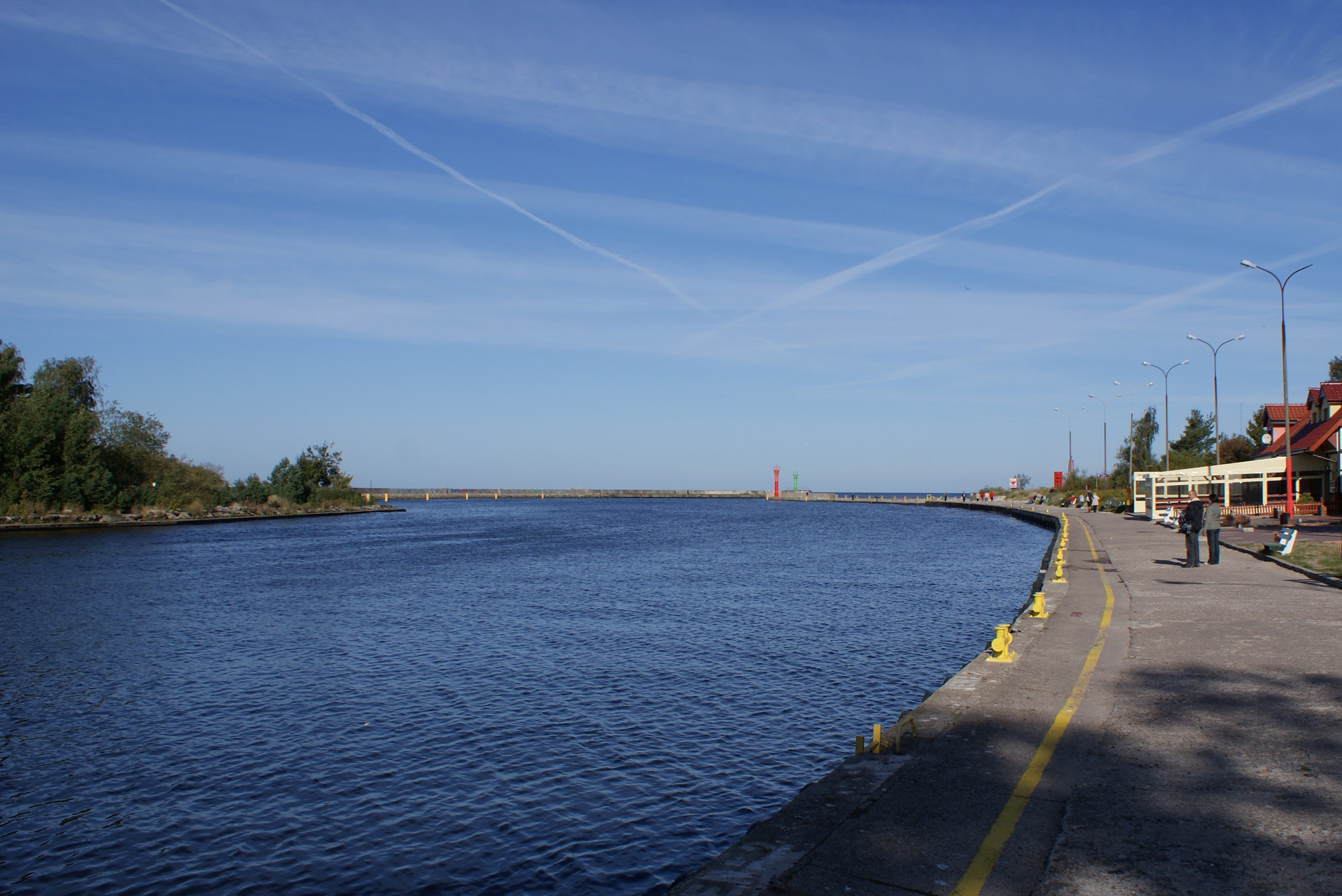
Kanał wejściowy, ujście Regi

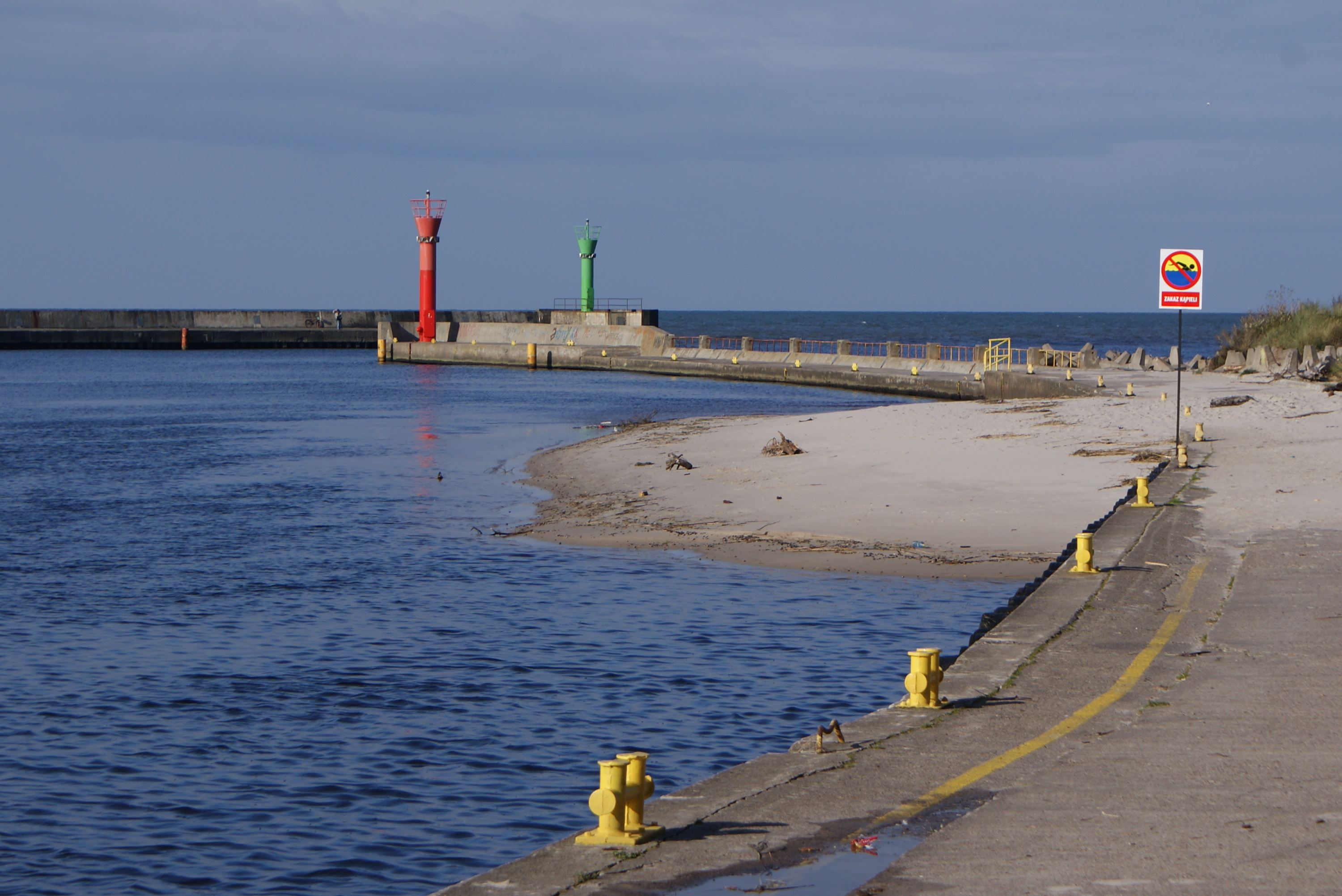
Mielizna powstająca ze względu na S-kształtny układ falochronów (2009)

1. maksymalna długość statków mogących zawijać do portu wynosi 12 m, a maksymalna szerokość – 4 m;
2. aktualne dopuszczalne zanurzenie statków określa Bosman Portu Mrzeżyno;
3. wejście i wyjście statków dozwolone jest przy widzialności powyżej 2 NM oraz dla siły wiatru do 3°B i stanu morza do 2°B.

Tor podejściowy ma długość ok. 320 m i głębokość minimalną 3,5 m. Do 15 maja 2018 dopuszczalne zanurzenie statków na torze wodnym i podejściowym Urząd Morski w Szczecinie ustalił na 3 m. Według danych z 2015 r. głębokość toru wodnego w porcie wynosiła 2,3 m. 
Podejście do portu jest określane jako dość trudne. Głębokości przy nabrzeżach i w basenie mogą ulegać zmianom. Dopuszczalne zanurzenie w porcie wynosi ok. 2,5 m, a w basenie rybackim ok. 1,8 m. W 2004 r. wskazano, że do portu mogą wchodzić jednostki o zanurzeniu do 2 metrów. Przystań jachtowa w Mrzeżynie może pomieścić do 40 jachtów. Port ma 30 gościnnych miejsc postojowych dla żeglarzy.
W 2008 r. wskazano, że przejście jest dostępne dla jednostek o zanurzeniu odpowiednim do minimalnej głębokości 1,5 m, przy stanie morza do 2°B. Jak przedstawiał Urząd Morski, przy silnych wiatrach wiejących wzdłuż wybrzeża, wejście do portu jest bardzo ryzykowne. Przy występowaniu długotrwałych silnych wiatrów warunki wejścia do portu mogą ulec zmianie. Urząd Morski informuje, że jednostki żaglowe nie powinny korzystać z wejścia do portu w porze nocnej.
Trudne podejście do portu jest odwrócone w kierunku wschodnim i przy wiatrach już od 3–3,5°B port jest praktycznie niedostępny dla żeglarzy.
Według danych z 2015 r. przy falochronie zachodnim znajdują się przeszkody nawigacyjne tj. dwa głazy. Przy falochronie wschodnim okresowo tworzy się piaszczysta ławica rzeczna powodując duże wypłycenia sięgające do toru wodnego. Urząd Morski wskazuje by jednostki wchodzące i wychodzące z portu powinny trzymać się w odległości ok. 10 m od ściany wewnętrznej falochronu zachodniego.
Z powodu silnego prądu rzeki, kanał portowy zamarza tylko ostrą zimą. W przypadku zim, gdy na Bałtyku znajduje się duża ilość lodu, wejście do portu może być krótkookresowo zablokowane przez lody spiętrzone w strefie przybrzeżnej w wyniku dłużej wiejącego wiatru z północnego zachodu przez północny do północno-wschodniego.
Za średni poziom wody dla portu przyjęto 507 cm (według zera w Amsterdamie). Silne wiatry z kierunków zachodnich powodują podwyższenie poziomu wody o ok. 70–80 cm w stosunku do średniego. Obniżenie poziomu wody do 60 cm poniżej średniego, powodują wiatry wiejące od lądu.
Załogi łodzi rybackich wchodzących i wychodzących z portu mają obowiązek noszenia kamizelek ratunkowych.

## Infrastruktura
| Wschodnia część portu        | Długość |
| ---------------------------- | ------- |
| nabrzeże Pasażerskie         | 70 m    |
| nabrzeże Przeładunkowe       | 199 m   |
| nabrzeże Bunkrowe            | 81,5 m  |
| nabrzeże Wschodnie           | 61 m    |
| nabrzeże Południowe          | 42 m    |
| Zachodnia część portu        | Długość |
| Zachodni Przyczółek Mostu    | 10 m    |
| nabrzeże Zachodnie           | 43 m    |
| nabrzeże Basenu Remontowego  | 101,5 m |
| Pomost Nabrzeża Postojowego  | 45 m    |
| nabrzeże Postojowe Zachodnie | 50 m    |
| nabrzeże Zachodnie Kamienne  | 162 m   |
| nabrzeże Wyładunkowe         | 163 m   |

| Nabrzeże                        | Rzędna dna | Rzędna korony | Dopuszczalne obciążenie |
| ------------------------------- | ---------- | ------------- | ----------------------- |
| Przeładunkowe                   | -3,8 m     | 1,5 m         | 20 kN/m²                |
| Przeładunkowe Ryb (1)           | -2,7 m     | 1,2 m         | 9 kN/m²                 |
| Przeładunkowe Ryb (2)           | -2,7 m     | 0,8 m         | 9 kN/m²                 |
| Przeładunkowe Ryb (3)           | -2,7 m     | 1,2 m         | 9 kN/m²                 |
| Wschodnie                       | -2,8 m     | 1,2 m         | 9 kN/m²                 |
| Południowe                      | -2,8 m     | 1,2 m         | 9 kN/m²                 |
| Przyczółek Mostku               | -1,0 m     | 1,2 m         | 9 kN/m²                 |
| Pirs Przeładunkowy (wewn. str.) | -2,7 m     | 1,2 m         | 9 kN/m²                 |
| Pirs Przeładunkowy (zewn. str.) | -1,5 m     | 1,2 m         | 9 kN/m²                 |

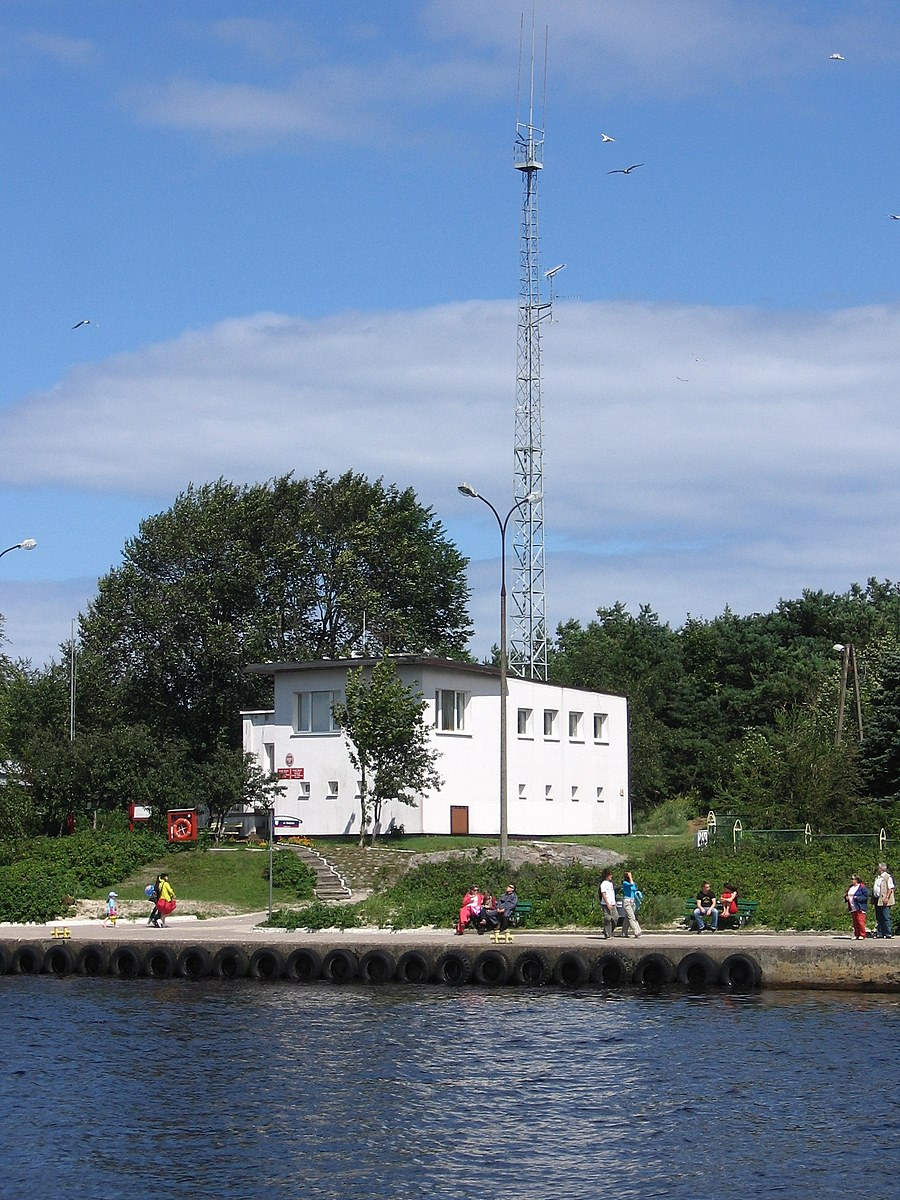
Bosmanat portu (2007)

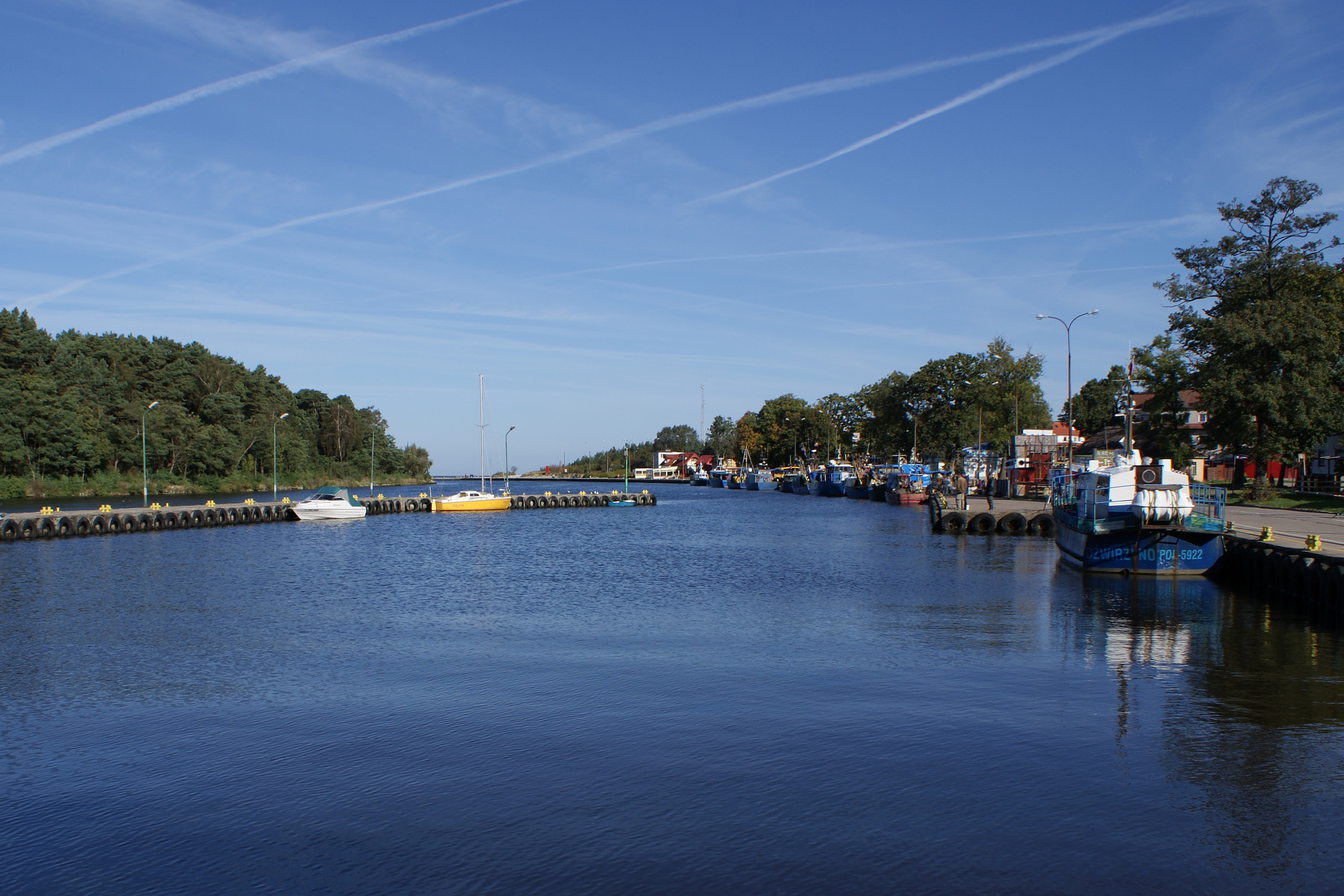
Port od strony nabrzeża Południowego

Administratorem portu jest Urząd Morski w Szczecinie, który utrzymuje infrastrukturę zapewniającą dostęp do portu. Zgodnie z zarządzeniem dyrektora urzędu morskiego powinny być utrzymywane:
- tor podejściowy z morza o długości 320 m, szerokości w dnie 30 m i głębokości 3,5 m;
- tor wodny w porcie do głowic falochronów o długości 400 m szerokości 30 m i głębokości 3 m;
- falochrony: wschodni o długości 206 m, falochron zachodni o długości 327,55 m;
- stałe znaki nawigacyjne: główki wejściowe (2 stawy ze światłami), 1 światło sektorowe;
- urządzenia i instalacje: oświetlenie i system zasilania energetycznego obiektów portowych.

Przy nabrzeżu Przeładunkowym jest umieszczona łata wodowskazowa.

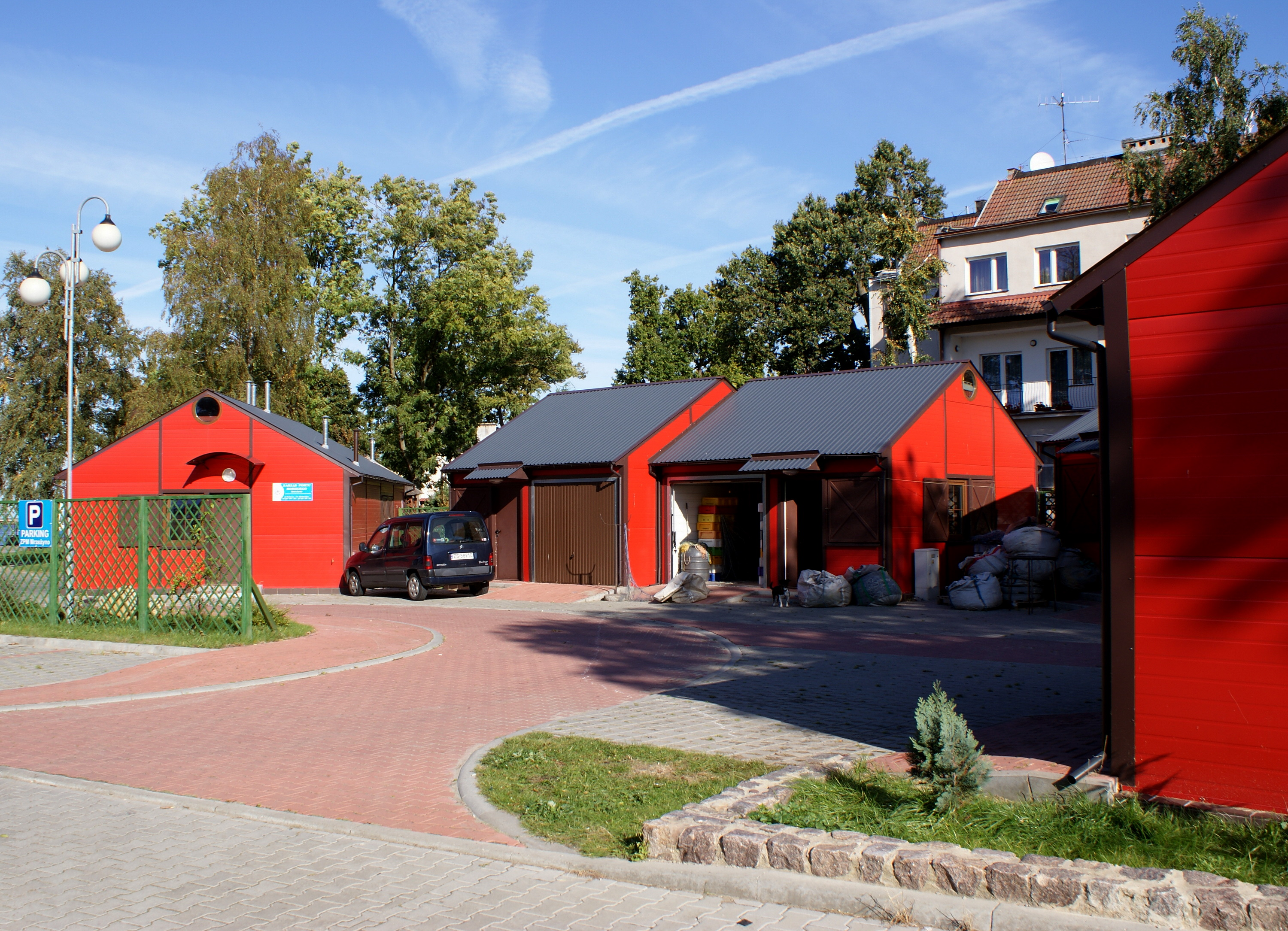
Magazyny rybackie

Deklarowane warunki dostępności portu nie są jednak w praktyce utrzymywane ze względu na bardzo dynamiczne zmiany dna. Port w Mrzeżynie ma niepoprawny układ falochronów i mimo szerokiego wejścia do portu (82 metry), po przeprowadzonej pod koniec lat 60. generalnej przebudowie i modernizacji portu, wpłynięcie do portu zwykle możliwe jest jedynie przy falochronie zachodnim, co jest spowodowane tworzeniem się mielizny. Dno portu narażone jest przez to na bardzo dynamiczne zmiany.
Podmiotem zarządzającym portem jest jednostka budżetowa gminy Trzebiatów – Zarząd Portu Morskiego Mrzeżyno. Zajmuje się on modernizacją, utrzymywaniem infrastruktury okołoportowej oraz promocją portu.
W porcie prowadzony jest monitoring przy pomocy 16 kamer.

## Historia

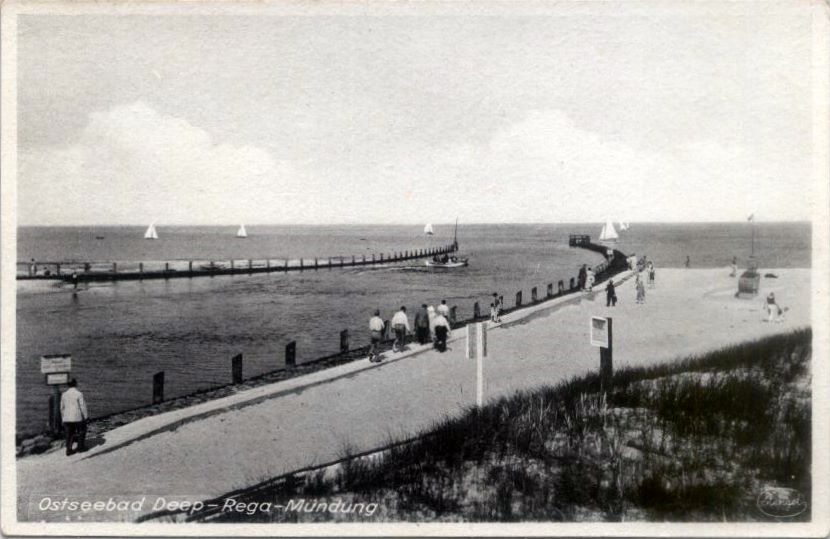
Przedwojenna pocztówka przedstawiająca ujście portu w Mrzeżynie

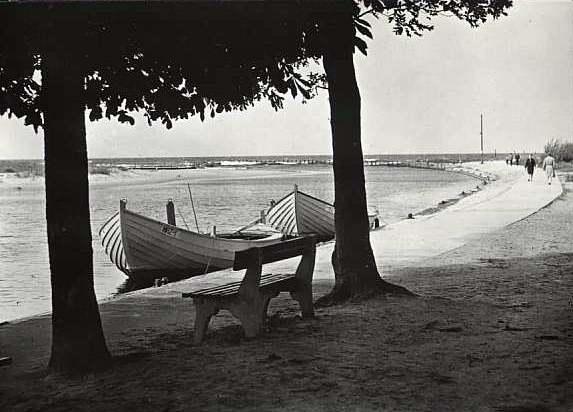
Promenada portowa w 1963

W 1457 r. trzebiatowianie przy współpracy klasztoru z Białoboków przekopali nowe, skrócone koryto rzeki Regi (z pominięciem jeziora Resko Przymorskie) w okolicy dzisiejszego Mrzeżyna i założyli tam nowy port. Konflikt z Kołobrzegiem przybrał na sile. W roku 1497 kupiectwo Trzebiatowa poniosło dotkliwą stratę, gdy w czasie silnego sztormu znaczna liczba ich statków zakotwiczonych na redzie Mrzeżyna została zatopiona.
W 1499 r. zawarte zostało między Trzebiatowem a opactwem klasztoru porozumienie, w myśl którego miasto otrzymało zezwolenie na przeprowadzenie przez ziemie należące do klasztoru grobli portowej do ujścia Regi. Klasztor obiecał miastu także pomoc przy budowie portu, wynoszącą 60 fur kamienia rocznie. Wiadomo, że wybudowany port miał bardzo silne umocnienia.
Port stał się znaczący dzięki kupcom z Trzebiatowa, którzy prowadzili handel morski. Wysyłali oni drewno, płótno i zboże, a sprowadzali konopie, len, siemię lniane, skórę, śledzie i wino.
W 1712 r. dziewięciu trzebiatowskich kupców posiadało własne statki.
Od 1770 r. port stał się z powodu zapiaszczenia niedrożny dla większości statków, które były zmuszone stawiać kotwice na redzie.
W 1775 r. kupiec Wesenberg wybudował tu statek. U ujścia rzeki w zachodniej części portu znajdowały się warsztaty szkutnicze. Między innymi w 1781 r. zbudowano tam żaglowiec Marie Charlotte wartości trzynastu tysięcy talarów, a w 1802 r. galeon Atalanta o wartości dziesięciu tysięcy talarów. Fale morskie i piasek atakowały coraz silniej infrastrukturę portową w Mrzeżynie, a kupiectwo trzebiatowskie zubożało i nie było już w stanie finansować kosztownej odbudowy portu. O wielkości portu mrzeżyńskiego świadczą resztki zniszczonych falochronów, które w 1861 r. były widoczne, gdy morze, prawdopodobnie na skutek niskiego stanu wody, odsłoniło około 200 metrów dna. Okazało się, że falochrony te były o dwie stopy dłuższe od ówczesnych budowli w Kołobrzegu.
W 2. połowie XIX w. rząd pruski rozważał poważniejszą rozbudowę portu w Mrzeżynie. Plan ten jednak nie wyszedł poza strefę zamierzeń. W latach 1873–1884 potężne sztormy z północnego zachodu, połączone ze spiętrzeniem wód Bałtyku spowodowały zalanie całej wioski i przyległych nizin.
Po opuszczeniu Mrzeżyna przez marynarkę wojenną port pozostał do wyłącznej dyspozycji kilkunastu rybaków, którzy wykorzystywali jedynie niewielki fragment nabrzeży.
W 1964 r. Minister Żeglugi formalnie ustalił granice portu morskiego w Mrzeżynie. Port podlegał pod Urząd Morski w Szczecinie.
Pod koniec lat 60. przeprowadzono generalną przebudowę i modernizację portu.
W 2007 roku władze gminy Trzebiatów i Urząd Morski w Szczecinie planowały przebudowę wejścia do portu, a także rozbudowę mariny jachtowej.
1 lipca 2007 r. rozpoczął działalność „Zarząd Portu Morskiego Mrzeżyno” będący jednostką budżetową gminy Trzebiatów. Na początku 2010 r. zarząd portu wprowadził monitoring portowy, który kosztował łącznie 34 tys. zł.
W 2009 roku odbyło się spotkanie miejscowych rybaków z Kazimierzem Plocke, wiceministrem rolnictwa na temat sytuacji w porcie. Dyrektor urzędu morskiego Andrzej Borowiec przedstawił, że na przebudowę portu w Mrzeżynie potrzebne będzie ok. 30, a nawet 40 mln zł.
W Programie rozwoju infrastruktury portów i przystani żeglarskich woj. zachodniopomorskiego z 2008 r. nie dokonano zapisu o przebudowie wejścia do portu, lecz o zmianie zagospodarowania portu morskiego, która miała obejmować m.in. pogłębienie całego basenu do głębokości technicznej 2,5 m, przegląd i remont istniejących nabrzeży wraz z urządzeniami hydrotechnicznymi w Basenie Żeglarskim, wygrodzenie przystani na odcinku 20 mb, ustawienie pomostu pływającego o długości 30 m, wykonanie stacji paliw dla jednostek pływających o powierzchni zabudowy 95 m². Źródłem finansowania modernizacji miały być środki gminy Trzebiatów oraz Regionalnego Programu Operacyjnego Województwa Zachodniopomorskiego na lata 2007–2013.
W latach 2013–2015 dokonano modernizacji portu morskiego, gdzie zmodernizowano nabrzeża portowe o łącznej długości 429 m, które wyposażono w punkty poboru wody i energii elektrycznej. Wybudowane zostały: basen remontowy wraz z budynkiem warsztatowym i slipem do obsługi jednostek rybackich stacjonujących w porcie, budynek bezpośredniej sprzedaży ryb z magazynem, chłodnią i wytwornicą lodu. Przebudowano drogi, place, kanalizację sanitarna, kanalizację deszczowa, sieci energetyczne i sieci wodociągowe. Wybudowane zostały punkty zdawania wód zaolejonych i ścieków komunalnych z jednostek rybackich, a także obiekt administracyjny portu. Koszt inwestycji miał wynosić 40 mln zł, przy dofinansowaniu z Unii Europejskiej w wysokości 31 mln zł.